# Đảo Vozrozhdeniya

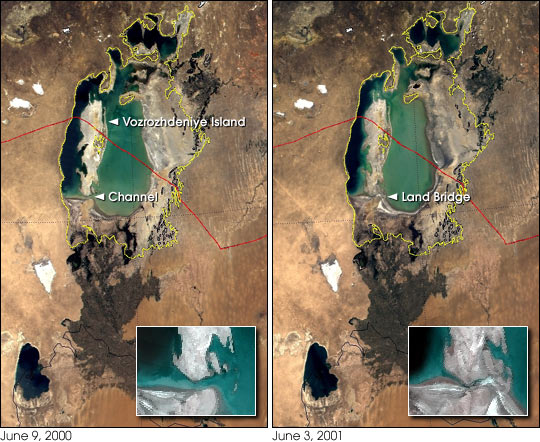
Hòn đảo dần nhập vào lục địa vào giữa năm 2001.

Vozrozhdeniya (tiếng Nga:Остров Возрождения, Ostrov Vozrozhdeniya, có thể dịch là đảo Rebirth hay đảo Renaissance) là một hòn đảo nằm trên biển Aral, thuộc Liên bang Xô Viết trước đây và sau đó là của Uzbekistan và Kazakhstan (tính đến đầu những năm 1980). Năm 1954, một địa điểm thử nghiệm vũ khí sinh học gọi là Aralsk-7 đã được xây dựng tại đây và các đảo lân cận Komsomolskiy.

## Địa lý
Vozrozhdeniya đã từng là một hòn đảo nhỏ trong biển Aral. Tuy nhiên, hòn đảo này bắt đầu phát triển và tăng dần kích thước trong năm 1960. Đó là hậu quả của việc biển Aral bị khô cạn, do nhánh sông đổ vào đó đã bị chặn để xây đập sử dụng cho các dự án nông nghiệp của Liên Xô. Tốc độ thu hẹp của biển Aral tiếp tục tăng, và Vozrozhdeniya đã trở thành một bán đảo vào giữa năm 2001, khi phần phía nam của nó bị khô hạn hoàn toàn và trở thành một cầu nối với đất liền. Sau khi phần phía đông nam của biển Aral tiếp tục bị thu hẹp và khô cạn trong năm 2008, Vozrozhdeniya hiện giờ đã không còn tồn tại như là một đặc điểm địa lý riêng biệt nữa. Trong năm 2010, nó xuất hiện trở lại như là một bán đảo khi lưu vực phía đông bị ngập lụt do lượng lớn băng tuyết tan chảy.

## Lịch sử
Nằm ở trung tâm của biển Aral, Vozrozhdeniya là một trong những "phòng thí nghiệm" chính và là một địa điểm thử nghiệm các loại vũ khí chiến tranh đặc biệt. Năm 1948, Liên Xô bí mật xây dựng một phòng thí nghiệm vũ khí sinh học ở đây, chính là nơi đã thử nghiệm một loạt thí nghiệm bao gồm cả bệnh than, đậu mùa, dịch hạch, brucella, và cả tularemia. Năm 1971, một thử nghiệm vũ khí sinh học của bệnh đậu mùa được thử nghiệm, và kết quả đã khiến 10 người bị nhiễm bệnh, 3 trong số đó đã bị chết.
Trong những năm 1990, các mối nguy hiểm của hòn đảo đã được lan truyền bởi những người Liên Xô đã đào thoát, bao gồm Ken Alibek, cựu giám đốc chương trình vũ khí sinh học của Liên Xô. Theo các tài liệu mới được công bố thì bào tử bệnh than và trực khuẩn bệnh dịch hạch được làm thành vũ khí và lưu trữ. Thị trấn chính trên đảo là Kantubek, ngày nay nằm trong đống đổ nát với chỉ khoảng 1.500 cư dân.
Các nhân viên phòng thí nghiệm đã bỏ hoang đảo nhỏ này vào năm 1992. Nhiều đồ đựng các bào tử gây bệnh đã không được lưu trữ đúng cách hoặc do bị phá hủy khiến trong vòng một thập kỷ qua, rất nhiều đã rò rỉ ra và sinh sôi phát triển. Chính vì vậy, không có gì ngạc nhiên, khi CNN gọi nơi đây là "một quả bom nổ chậm ở Trung Á".
Năm 2002, thông qua một dự án được tổ chức và tài trợ bởi Hoa Kỳ, với sự hỗ trợ từ Uzbekistan, 10 bãi chôn lấp bệnh than đã được khử nhiễm để tránh phát tán.

## Trong văn hóa
- Trò chơi điện tử Command & Conquer: Generals, hư cấu về việc hòn đảo là một nơi bị Mỹ chiếm đóng nhưng đã bị đánh chiếm bởi tổ chức khủng bố GLA.
- Trò chơi điện tử Call of Duty: Black Ops, xuất hiện như là một cơ sở, phòng thí nghiệm vũ khí sinh học của Liên Xô, để tiến hành thực hiện nhiệm vụ trò chơi.
- Trong cuốn tiểu thuyết The Home Team: Weapons Grade của Dennis Chalker và Kevin Dockery, các nhân vật phản diện đào được hai tấn "Anthrax 836" lên từ một bãi chôn lấp cách đảo 11 km để sử dụng trong một âm mưu khủng bố.[10]